# Jaapiella hedickei
Jaapiella hedickei är en tvåvingeart som beskrevs av Rubsaamen 1921. Jaapiella hedickei ingår i släktet Jaapiella och familjen gallmyggor. Inga underarter finns listade i Catalogue of Life.